# Runstenarna på Sandby kyrkogård
Runstenarna på Sandby kyrkogård är två runstenar med signum Öl 26 och Öl 27, som står på kyrkogården vid Sandby kyrka i Sandby socken, Mörbylånga kommun och Möckleby härad på sydöstra Öland. Dessa två runstenar är mycket lika varandra och beträffande deras innehåll hör de samman i ett monument. Båda har tidigare legat som golvstenar inne i kyrkan och därav blivit blanknötta. Den ena är 190 cm hög, 100 cm bred och 10 cm tjock, den andra är en decimeter lägre. Stenarna har en spetsoval form och ornamentiken går i en fulländad Urnesstil: Pr4 och båda är skapade av samma runmästare. Materialet består av grå kalksten och runorna är regelbundet huggna. Utmärkande för båda stenarna är att de är stungna, inte genom inristning eller huggning, utan genom borrade djupa hål i cirka åtta millimeters diameter. 
När Carl von Linné besökte kyrkogården under sin Ölandsresa noterade han de två stenarna med dess "invecklade ormslängar liksom valknutar". Linné ansåg att stenarna "varit skrivna av en mästare".
Ristningarna imålades 1980 och 2004. De från runor översatta inskrifterna lyder enligt nedan:

## Inskrift Öl 26
Translitterering av runraden:
× kuþfastr × auk × helgun × auk × neniR × þaun myþkini × litu × reisa × stein × eftiR × suein × faþur
Normalisering till runsvenska:
Guðfastr ok Hælgunnr ok NænniR, þaun møðgini letu ræisa stæin æftiR Svæin faður.
Översättning till nusvenska:
Gudfast och Helgun och Nenne, moder och söner, läto resa resta stenen efter fadern Sven

## Inskrift Öl 27
Translitterering av runraden:
× þeiR bryþr × reistu × kubl × þia × eftiR × sustur ×× sina × afriþi × auk × eftR × suein × faþur × sin × koþan ×
Normalisering till runsvenska:
ÞæiR brøðr ræistu kumbl þessa æftiR systur sina, Afriði, ok æftiR Svæin, faður sinn goðan.
Översättning till nusvenska:
De förut nämnda bröderna (Gudfast och Nenne) reste detta minnesmärke efter sin syster Åfrid och efter sin gode fader Sven